# Hot Chips
Die Hot Chips ist eine von der IEEE Computer Society veranstaltete Fachkonferenz der Halbleiterbranche, die seit 1989 jedes Jahr im August im Silicon Valley abgehalten wird. Zu den Co-Sponsoren zählt die Special Interest Group on Computer Architecture (SIGARCH) der Association for Computing Machinery.
Zu den diskutierten Themen zählen Neuerungen im Chipdesign, Computerarchitektur sowie High Performance Computing. Das meist dreitägige Treffen zieht jährlich etwa 500 Fachteilnehmer, Journalisten und Wissenschaftler aus der ganzen Welt an. Zum festen Programm gehören zwei Tutorials, zwei Keynotes, eine Podiumsdiskussion und rund 25 Fachvorträge. Häufigster Veranstaltungsort ist bisher die Stanford University, in den letzten Jahren fand das Treffen meist in Cupertino statt.